# Alexander Becker
Alexander Becker (* 1818 - † 1901) fue un botánico y entomólogo alemán.
En 1871 realiza un viaje de estudios a lo largo del Volga, describiendo la historia natural de cada región. Recolectó mucha flora rusa endémica.
- La abreviatura «A.K.Becker o A.Becker» se emplea para indicar a Alexander Becker como autoridad en la descripción y clasificación científica de los vegetales.[1]